# Les Usines du Rio-Tinto à L'Estaque (Paris)
Pour les articles homonymes, voir Les Usines du Rio Tinto à L'Estaque.
Les Usines du Rio-Tinto à L'Estaque est un tableau réalisé par le peintre français Georges Braque en 1910. Cette huile sur toile est un paysage cubiste représentant des usines à L'Estaque. Elle est conservée au Musée national d'Art moderne, à Paris.

## Expositions
- Le Cubisme, Centre national d'art et de culture Georges-Pompidou, Paris, 2018-2019.